# Sima Tan
Sima Tan (司馬談), död cirka 110 f. Kr., var en tidig kinesisk historiker som verkade under Västra Handynastin (206 f.Kr. - 9 e. Kr.). Han arbetade främst som astrolog vid kejsar Han Wudis hov. Han var far till Sima Qian, den kinesiska historieskrivningens fader. Det var Sima Qian som vid faderns, Sima Tans, död fortsatte dennes arbete och avslutade det monumentala verket Shiji (史記), En historikers vittnesbörd, på 130 volymer. 
En essä av Sima Tan har bevarats i Shiji. Det är en analys av den tidens sex mest betydande filosofiskolor: konfucianism, daoism, legalism, mohism, terminalism och naturalism. Sima Tan själv var anhängare till Huang Lao, som förespråkade en Hantida form av daoism.
Sima Qian ger ytterligare några upplysningar om faderns liv. Han studerade astronomi vid Tang Du, Yijing, (Förvandlingarnas bok), under Yang He och Daoism under Huang Lao. Han innehade positionen som kejserlig historiker (rikshistoriograf) 140-110 f. Kr.